# Chase Center
Il Chase Center è un'arena al coperto nel quartiere di Mission Bay a San Francisco, in California. L'edificio ospita i Golden State Warriors della National Basketball Association (NBA) e, occasionalmente, il basket maschile dei San Francisco Dons. I Warriors, che si trovano nella Baia di San Francisco dal 1962, hanno giocato le loro partite in casa all'Oakland Arena di Oakland dal 1971 al 2019. Chase Center è stato aperto il 6 settembre 2019.
L'arena include anche la struttura per gli allenamenti dei Warriors nota come Biofreeze Performance Center.

## Apertura
L'arena è stata inaugurata ufficialmente il 6 settembre 2019, con un concerto dei Metallica e dell'orchestra San Francisco Symphony. La prima partita di precampionato al Chase Center ha avuto luogo il successivo 5 ottobre e ha visto i Warriors perdere 123-101 contro i Los Angeles Lakers. La prima partita di regular season NBA si è invece disputata il 24 ottobre e ha visto i Warriors venire sconfitti dai Los Angeles Clippers con il punteggio di 141-122.

## Sviluppo
Il piano per la costruzione di una nuova arena è stato annunciato il 22 maggio 2012, in una conferenza stampa dei Golden State Warriors nel loro sito, a cui hanno partecipato l'allora sindaco di San Francisco Ed Lee, l'allora commissario dell'NBA David Stern, l'allora governatore della California Gavin Newsom, i proprietari Joe Lacob e Peter Guber, personale dei Warriors e funzionari della città.  Una nuova arena finanziata privatamente da $ 500 milioni di dollari da 17.000 a 19.000 posti era prevista per essere collocata su i Pier 30-32 lungo il lungomare della baia di San Francisco, situato tra il San Francisco Ferry Building e l'Oracle Park.  Un mese dopo la proposta, la South Beach-Rincon-Mission Bay Neighbourhood Association ha criticato il sito e ha affermato che una seconda sede di importanti campionati sportivi della zona non lo avrebbe più reso "adatto alle famiglie". Il 30 dicembre 2013, una proposta di votazione è stata presentata alla città dal titolo "Legge sul diritto al voto del limite di altezza del lungomare".  L'iniziativa è arrivata al ballottaggio del giugno 2014 come proposta B, e il suo passaggio avrebbe influenzato tre importanti sviluppi sul lungomare, tra cui l'arena Warriors proposta.

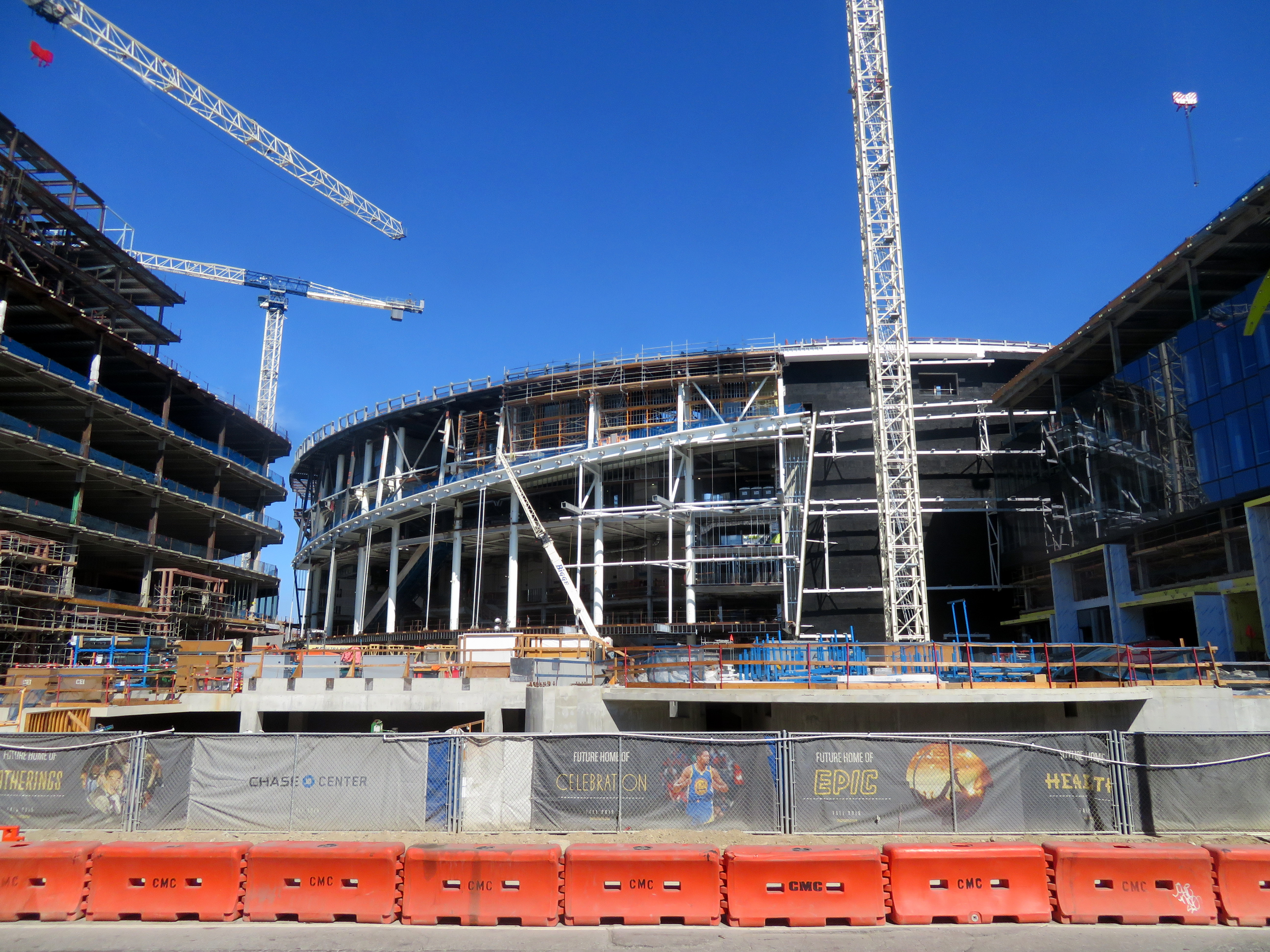
Il Chase Center in costruzione nel 2018

Il 19 aprile 2014, i Warriors abbandonarono i piani per il sito del molo e acquistarono un sito di 12 acri di proprietà di Salesforce.com nel quartiere di Mission Bay per un importo non divulgato. L'arena è stata finanziata privatamente.  L'architetto del progetto era MANICA Architecture e il piano per il Chase Center era di costruirlo entro il 2019 prima dell'inizio della stagione NBA. La costruzione dell'arena è iniziata nel gennaio 2017.
Il 28 gennaio 2016, è stato annunciato che JPMorgan Chase aveva acquistato i diritti di denominazione dell'arena e che sarebbe stato conosciuto come Chase Center.